# 乡之浦港
乡之浦港（日语：／）是位于长崎县壹岐市乡之浦町乡之浦的重要港口，由长崎县管理。它是壹岐岛的海上门户之一。

## 简介
乡之浦港位于壹岐岛西南部，毗邻岛内行政中心乡之浦町。

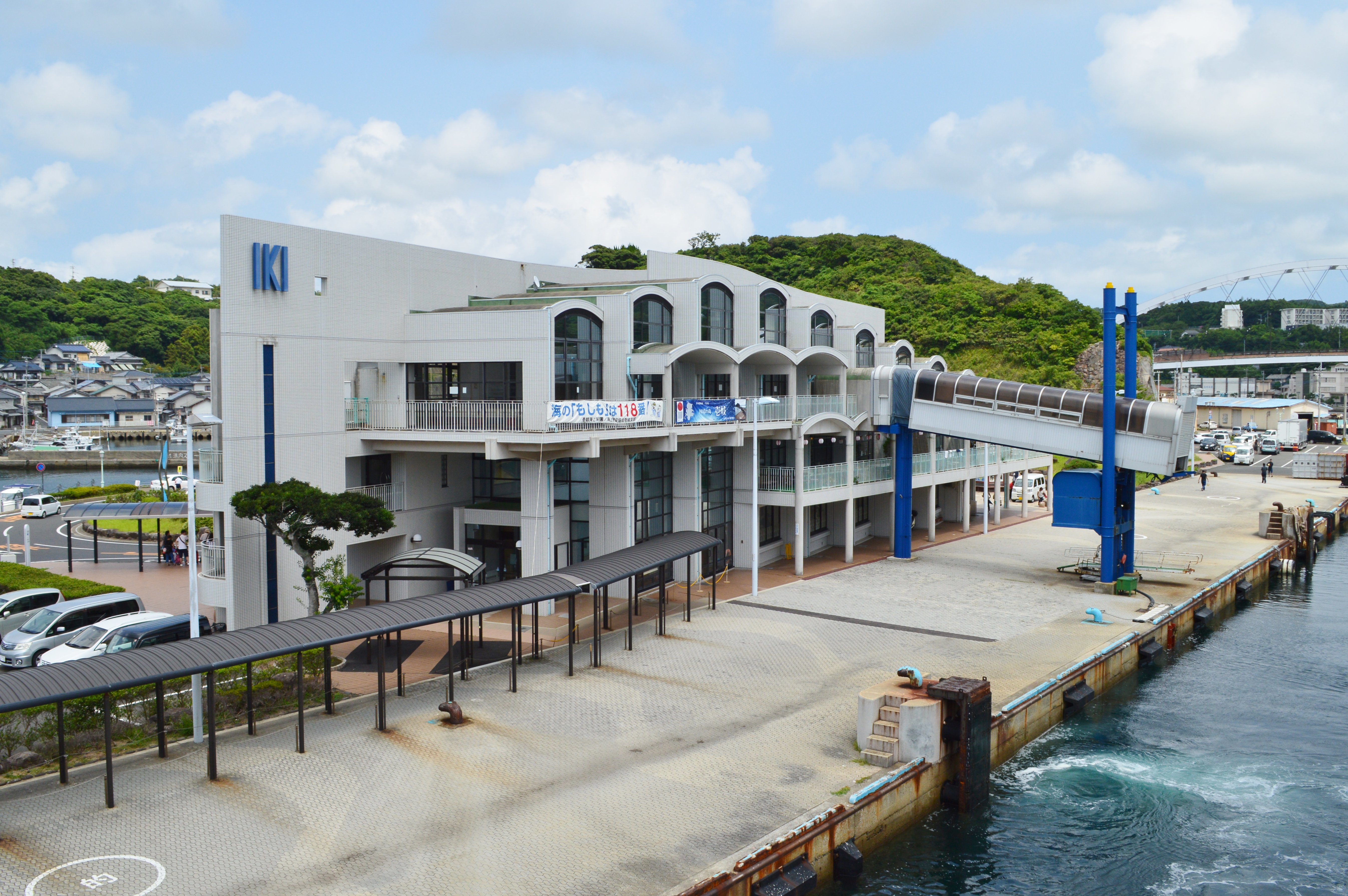
乡之浦港码头大楼

自江户时代（当时壹岐受平户藩管辖）以来，它就被用作港口，与九州、本州、韩国和中国进行贸易往来。但最初地势较浅，大型船舶难以停靠。1925年，乡之浦町的前身——武生水町建制后，港口得到了整修，其功能也逐渐增强。1994年，乡之浦码头正式开放，强化了其作为壹岐门户的功能。2004年起，大型国内观光船开始停靠该港，2020年，乡之浦港码头大楼等设施被注册为“港区绿洲壹岐”，作为壹岐的旅游据点发挥着重要作用。目前，作为壹岐岛唯一的重要港口，它在客货运输方面发挥着重要作用。

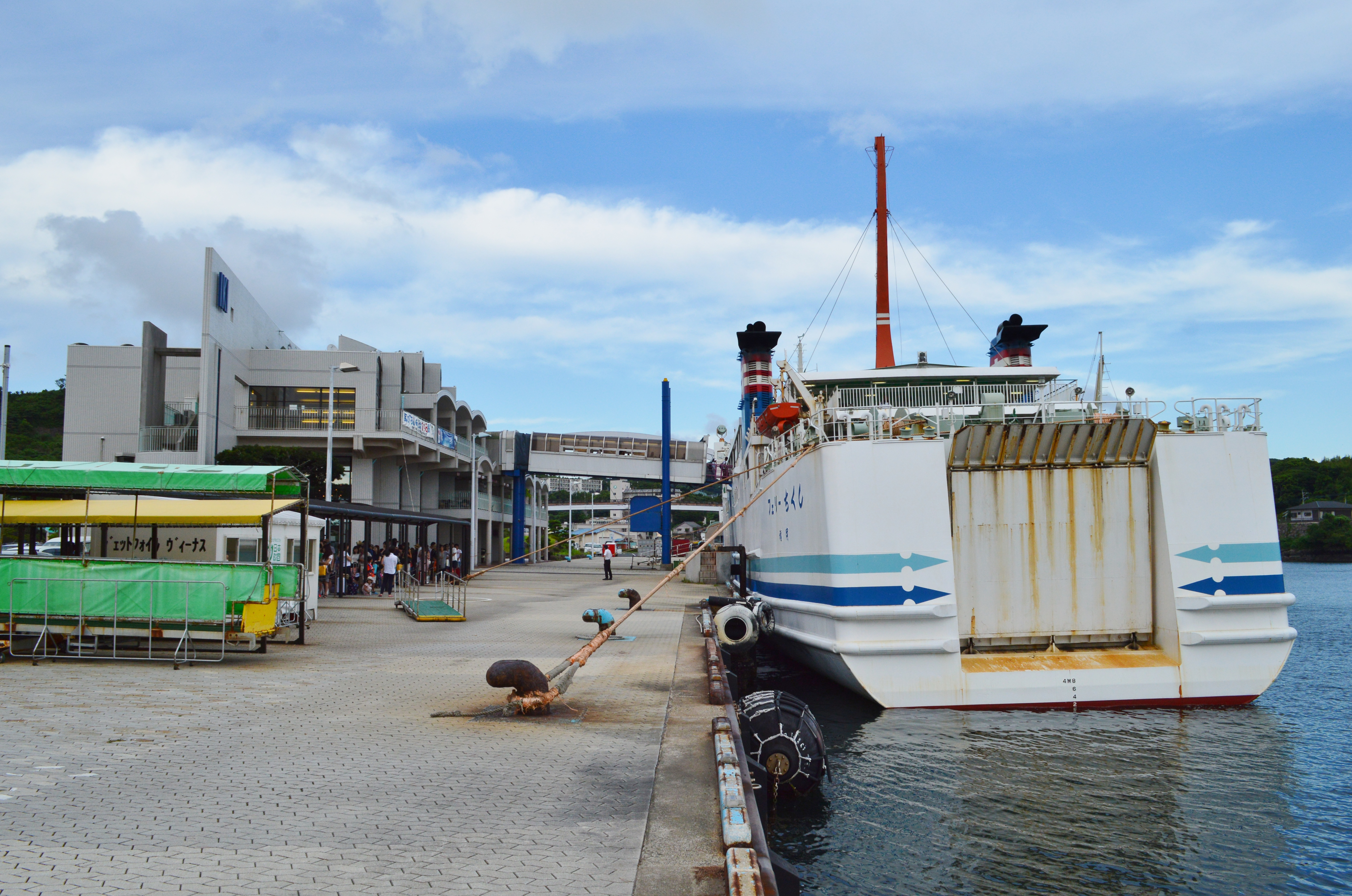
停泊在乡之浦港的渡轮“筑紫号”

2015年度，共有11,224艘船舶（2,751,137总吨）进出港，旅客数量为402,629人次（船上旅客187,039人次，上岸旅客215,590人次）。

## 设施
- 乡之浦港码头大楼
  - 1楼 - 九州邮船壹岐支店、售票处、商店、喷射水翼船候船室、喷射水翼船登船/下船闸
  - 2楼 - 餐厅
  - 3楼 - 渡轮候船室、渡轮登船/下船闸
- 旅游信息中心
- 壹岐海运
- 日本海上保安厅第七管区海上保安总部壹岐海上保安署
- 乡之浦町渔业协同组合
- 长崎县25号线 乡之浦港线
- 大型客船适用码头（-7.5米）- 2003年竣工
- 小金丸造船厂
- 壹岐油库[3][4]

## 航线
- 九州邮船运营渡轮和喷射水翼船。
  - 喷射水翼船：严原港（对马市）- 乡之浦港 - 博多港（福冈市）[5]
  - 渡轮：严原港（对马市） - 乡之浦港 - 博多港（福冈市）[5]

- 壹岐市营渡轮
  - 乡之浦港 - 渡亮浦港 - 原岛港 - 长岛港 - 大岛港[6]

## 图集

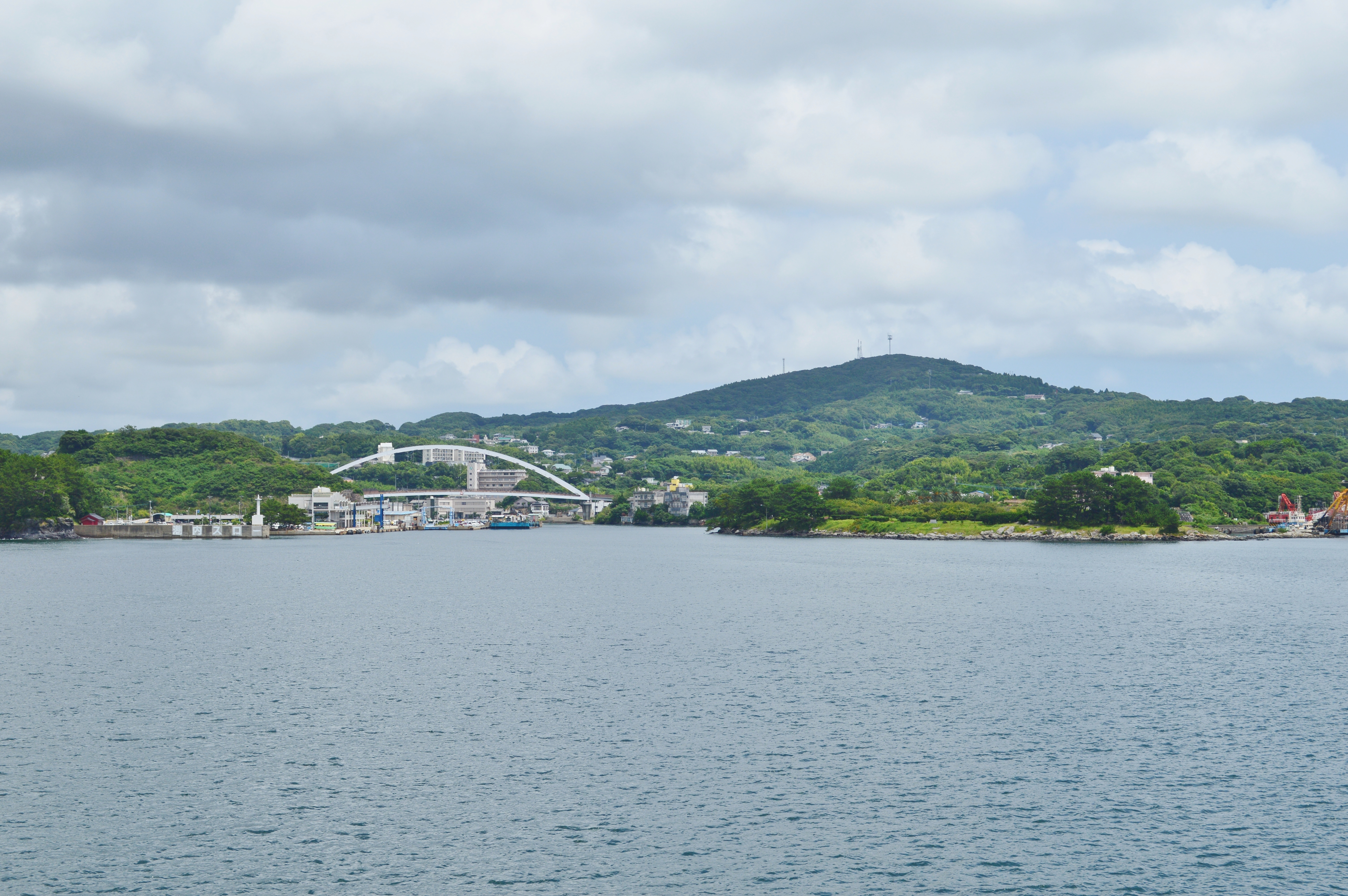
从海边眺望乡之浦港
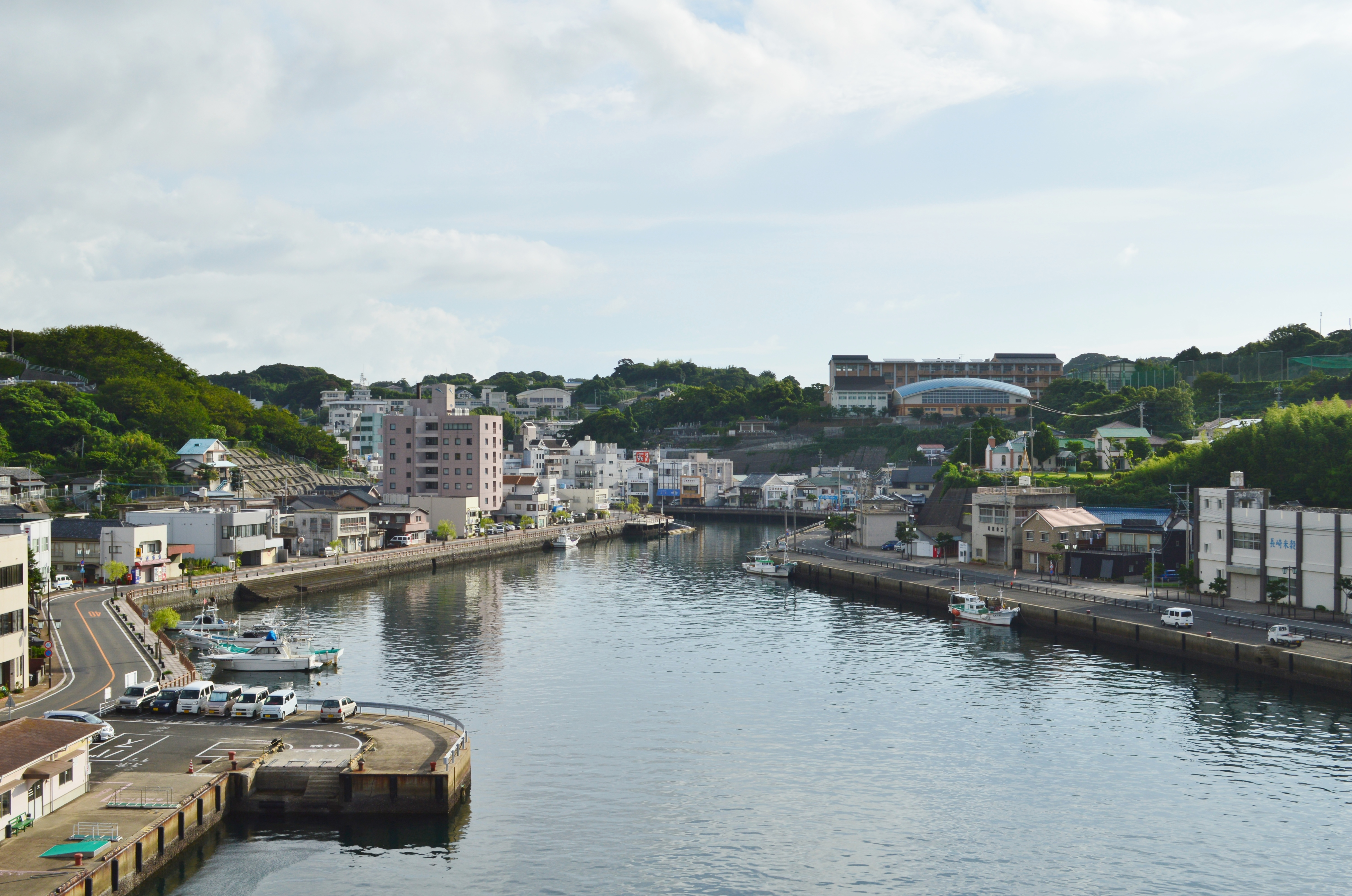
从海边眺望乡之浦湾
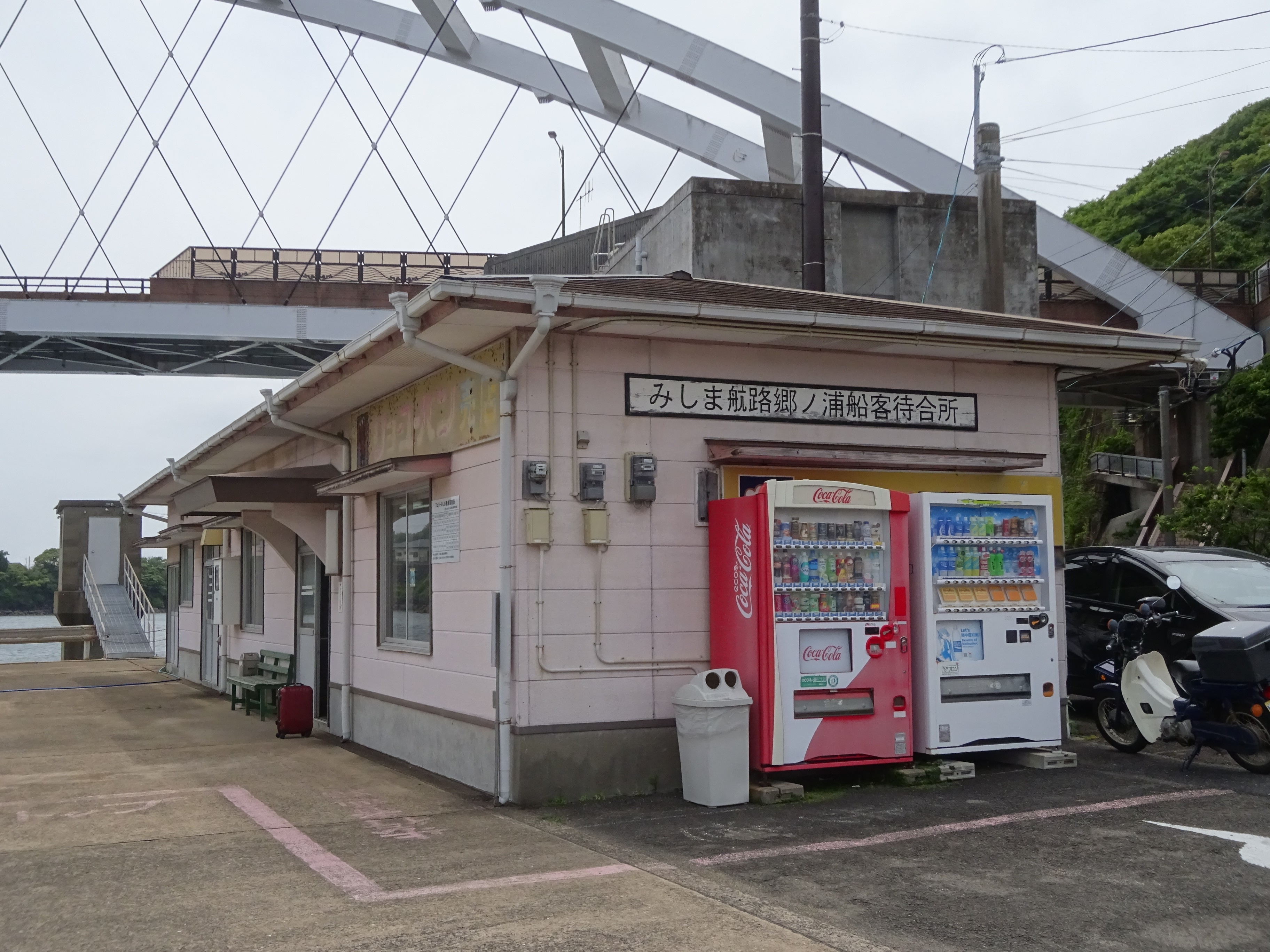
三岛航路乡之浦乘客候船室（乡之浦大桥侧）
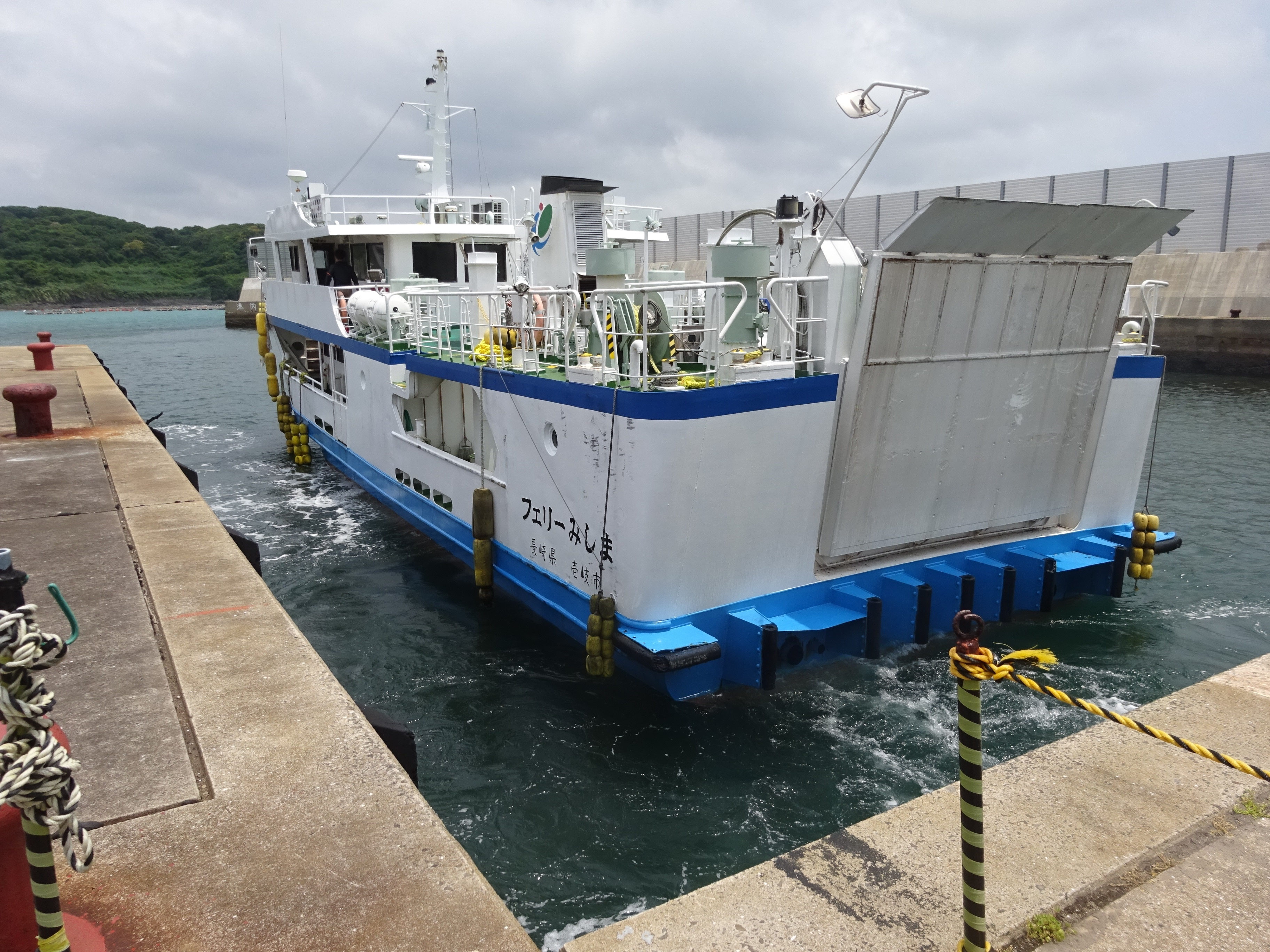
壹岐市营渡轮“三岛渡轮”